# Natasha Romanoff
La Vedova Nera (Black Widow; in russo Чёрная вдова?, čërnaja vdova), il cui vero nome è Natalia Alianovna Romanova, generalmente indicata come Natasha Romanoff, è un personaggio dei fumetti statunitensi creato da Stan Lee, N. Korok (testi) e Don Heck (disegni), pubblicato dalla Marvel Comics. La sua prima apparizione avviene in Tales of Suspense (vol. 1) n. 52 (aprile 1964).
Assassina biopotenziata arruolata nel servizio di sicurezza sovietico KGB e punta di diamante dello spionaggio del suo paese durante la guerra fredda, la Vedova Nera è stata a lungo avversaria di Iron Man e dei Vendicatori prima di defezionare per gli Stati Uniti e divenire a sua volta una supereroina, membro sia dei Vendicatori che dello S.H.I.E.L.D. di cui è la sola agente di livello 10 oltre a Nick Fury e Quake.

Seppur dalla parte del bene, a differenza di molti suoi compagni supereroi, la Vedova Nera utilizza comunque dei metodi estremamente violenti e brutali contro i suoi avversari, non facendosi alcuno scrupolo a torturarli o addirittura ucciderli.
Sebbene la traslitterazione scientifica del suo nome sia Natal'ja Al'janovna Romanova (in russo Наталья Альяновна Романова?) abbreviato in Nataša (in russo Наташа?), nelle pubblicazioni in lingua italiana è sempre stata adottata la forma anglicizzata Natasha.
Nella classifica stilata nel 2011 da IGN, si è posizionata al 74º posto come più grande eroina della storia dei fumetti, dopo Jonah Hex e prima di Marv, inoltre è risultata 31ª nella classifica di Comics Buyer's Guide «Le 100 donne più sexy dei fumetti».

## Storia editoriale

### Concezione
Concepita come femme fatale, la Vedova Nera esordisce in Tales of Suspense (vol. 1) n. 52 (aprile 1964) in qualità, nello spirito anticomunista che permeava la testata all'epoca, di spia sovietica nemica del capitalista Tony Stark/Iron Man.

La sua tenuta originaria, costituita da un abito da sera nero, un coprispalle in tinta e un velo, fu in seguito sostituita con un costume composto da corpetto, guanti e stivali in cuoio, abito di rete, mantellina nera e maschera domino papillon. Il 1964 risulta essere un anno particolare in quanto vi esordiscono 4 nuovi super criminali che però sono destinati a redimersi e divenire super eroi dell'Universo Marvel tanto da entrare nell'orbita degli Avengers e nelle simpatie dello stesso Captain America. Gli altri 3 sono Occhio di Falco (fondamentale per il passaggio da spia nemica a eroina USA), Scarlet e Quicksilver. Tra i suoi creatori sono presenti Stan Lee e Heck ma il merito principale per quanto riguarda l'origine del personaggio è da attribuirsi all'ormai semisconosciuto scrittore Don Rico. Autore prolifico e di una certa rilevanza nella Golden Age, è tra i top-writer del periodo in cui la Marvel Comics si chiamava Timely Comics e poi Atlas Comics. Oltre ad aver co-creato la Vedova Nera, crea il personaggio Crimson Dynamo. Inoltre per la Atlas aveva creato le due eroine della giungla (versioni al femminile del celebre Tarzan) quali Jann of Jungle e Leopard Girl.
Dopo la sua defezione e l'inizio della carriera di supereroina il personaggio subisce tuttavia un completo redesign: in The Amazing Spider-Man n. 86 (luglio 1970) la Vedova Nera è infatti reintrodotta con lunghi capelli rossi (anziché i capelli neri a caschetto avuti fino ad allora) e dotata di una tuta nera aderente con bracciali e gadget ipertecnologici; abbigliamento destinato a divenire il suo costume distintivo.

### Pubblicazioni
La prima miniserie dedicata al personaggio viene pubblicata dal 1970 al 1971 sulle pagine di Amazing Adventures, ospitante in ogni numero una storia della Vedova Nera e una degli Inumani. Successivamente alla fine della sua miniserie, chiusasi dopo soli otto numeri, la Vedova Nera diviene co-protagonista di Daredevil dal novembre 1971 all'agosto 1975 spalleggiando Devil e portando la testata a venire ribattezzata per un breve periodo Daredevil and the Black Widow. In accordo con Gerry Conway l'idea di tale partnership gli venne principalmente in quanto fan di Natasha e in secondo luogo poiché convinto che i due personaggi avessero un'ottima alchimia, sebbene gli scrittori che lo seguirono alle redini della testata, vedendo meglio Devil come eroe solitario, decidessero poi di allontanare la Vedova Nera dalle pagine della serie.
Immediatamente dopo la fuoriuscita dal cast di coprimari di Daredevil, Natasha Romanoff diviene una dei personaggi principali di The Champions (ottobre 1975-gennaio 1978) alla guida del gruppo supereroistico noto come Campioni di Los Angeles.
Tra gli anni ottanta e novanta, il personaggio appare come ospite in numerose testate, soprattutto come membro ufficiale dei Vendicatori e come agente freelance per lo S.H.I.E.L.D. in un ciclo di storie lodato dal critico Les Daniels per aver affrontato realisticamente problematiche contemporanee.
Una nuova miniserie interamente dedicata alla Vedova Nera e intitolata Black Widow: Web of Intrigue ha esordito tra agosto 1983 e marzo 1984 sulle pagine di Marvel Fanfare ad opera di George Pérez e Ralph Macchio. Divenuta nel frattempo una delle presenze più ricorrenti all'interno dell'Universo Marvel, tra giugno e agosto 1999 è protagonista della serie in tre numeri Black Widow, dove affronta la terza Vedova Nera: Yelena Belova. Tra novembre 2004 e aprile 2005 viene pubblicata una seconda serie incentrata sul personaggio e intitolata Black Widow: Homecoming, cui fa seguito una terza Black Widow: The Things They Say About Her (novembre 2005-aprile 2006) entrambe scritte da Richard Morgan e rispettivamente disegnate da Bill Sienkiewicz e Sean Phillips.
La quarta serie dedicata al personaggio, pubblicata tra giugno 2010 e gennaio 2011, è scritta da Marjorie Liu e disegnata da Daniel Acuña per i primi cinque numeri, mentre per gli ultimi tre è scritta da Duane Swierczynski con Manuel Garcia e Lorenzo Ruggiero ai disegni. Contemporaneamente appare in Secret Avengers come membro del gruppo sia nella prima (luglio 2010-aprile 2013) che nella seconda serie (aprile 2013-2014). Dopo un quinto volume scritto da Nathan Edmondson, con il rilancio di tutte le testate della casa editrice sotto il marchio All New All Different Marvel Mark Waid e Chris Samnee vengono incaricati della realizzazione del sesto volume di Black Widow.

## Biografia del personaggio

### Origini
Nata nei primi anni trenta a Stalingrado, in Unione Sovietica (oggi Volgograd in Russia), Natasha è la minore, nonché unica femmina, dei quattro figli di Alian Romanoff e della sua innominata moglie. In quanto lontanamente imparentati con la dinastia imperiale russa dei Romanov, nell'autunno del 1942, durante la Battaglia di Stalingrado, Natasha e la sua famiglia subiscono un attentato da parte dei nazisti, che appiccano il fuoco al loro condominio; per salvare la figlia poco meno che decenne sua madre la lancia dalla finestra ad un giovane soldato tardivamente giunto in loro soccorso: Ivan Petrovich Bezukhov che, da allora, cresce la bambina come sua.
Tempo dopo il barone Strucker si allea con la setta di mercenari ninja nota come Mano al fine di rapire la bambina e farne una loro arma grazie alla sua attitudine nell'apprendimento delle arti marziali. Tale proposito viene però sventato da Ivan Petrovich, Capitan America e l'avventuriero canadese Logan. Il rapimento era tuttavia parte dell'addestramento spionistico intrapreso da Natasha per volere di Ivan, affiliato alla Stanza Rossa e al Programma Vedova Nera che, compiuto un lavaggio del cervello sulla bambina convincendola di star studiando danza classica al Teatro Bol'šoj, la sottopone a intensivi esercizi ginnico-marziali e a vari indottrinamenti di spionaggio, nonché al Trattamento Kudrin, siero volto a conferire alle giovani cavie del programma capacità fisiche sovrumane e invecchiamento rallentato.
Da adolescente ha una relazione clandestina con uno degli addestratori della Stanza Rossa, il Soldato d'Inverno, terminata nel momento in cui il KGB decide di mettere quest'ultimo in stato vegetativo e di combinare il matrimonio tra la giovanissima Natasha e il pilota collaudatore Alexei Shostakov, a sua volta in addestramento dai servizi segreti. Quando Alexei viene selezionato come Guardiano Rosso il KGB divide la coppia affinché svolgano le loro missioni senza distrazioni, pertanto fanno credere a Natasha che il marito sia morto in un incidente aereo ed impongono a lui di non aver più contatti con la moglie.
Poco dopo, in quanto miglior cadetta del Programma Vedova Nera, Natasha viene attivata come agente divenendo, durante la guerra fredda, una figura leggendaria e temuta in tutto il mondo per abilità e spietatezza.

### Vendicatori
Dopo il tradimento del professor Anton Vanko, la Vedova Nera viene incaricata di assassinarlo, recuperare l'armatura di Dinamo Cremisi e estorcere quante più informazioni possibili all'appaltatore della difesa statunitense Tony Stark. Introdottasi nelle Stark Industries, Natasha seduce Tony dando tempo al suo collega, il sicario Boris Turgenev, di rubare l'armatura e servirsene per affrontare l'alter ego supereroistico di Stark. Nello scontro che consegue, Vanko si sacrifica uccidendo Turgenov ma la Vedova Nera riesce a fuggire e, tempo dopo, si imbatte nel criminale noto come Occhio di Falco che, innamoratosi di lei, la assiste fedelmente nei complotti contro Iron Man.
Dapprima interessata solo a servirsi di lui, Natasha inizia progressivamente a ricambiare i sentimenti di Occhio di Falco tanto da prendere in considerazione l'opportunità di defezionare dall'Unione Sovietica; saputo della cosa tuttavia, il KGB incarica un loro agente di spararle a tradimento, mandarla in ospedale e, successivamente, farla sparire; evento che segna tanto profondamente Occhio di Falco da spingerlo a redimersi unendosi ai Vendicatori. Nel frattempo la Vedova Nera viene sottoposta a un lavaggio del cervello che ne sopprime i ricordi, dopodiché, insieme a Spadaccino e Erik Josten, viene mandata nuovamente in missione contro gli Stati Uniti affrontando i Vendicatori. Nel corso della battaglia però, grazie a Occhio di Falco, i suoi ricordi riaffiorano permettendole di ribellarsi al condizionamento mentale riuscendo finalmente ad abbandonare i servizi segreti sovietici. Adottato un nuovo costume ricco di gadget e armi iper-tecnologiche, la Vedova Nera si unisce ai Vendicatori, dapprima come semplice alleata e, in seguito, come sedicesimo membro del gruppo.
Contemporaneamente diviene un'agente esterno dell'organizzazione spionistica denominata S.H.I.E.L.D. divenendone una delle risorse più preziose e svolgendo assieme a loro diverse missioni contro varie minacce comuniste, tra cui suo marito il Guardiano Rosso.
Trasferitasi a San Francisco assieme a Devil, intreccia una relazione sentimentale con quest'ultimo, divenendone anche compagna d'avventure e nella lotta al crimine. Parallelamente tenta, senza successo, di iniziare una nuova vita avviando un'attività di fashion designer. La relazione tra Natasha e Matt ha tuttavia fine nel momento in cui essa, realizzando come facendogli da "spalla" sublimasse la propria identità, decide di lasciarlo svolgendo poi per lo S.H.I.E.L.D. una missione contro l'Hydra nel corso della quale viene torturata fino al punto che, per proteggere la sua psiche, si rifugia nell'identità fittizia pre-costruita della mite insegnante "Nancy Rushman" riuscendo a tornare in sé solo grazie all'aiuto di Nick Fury, dell'Uomo Ragno e di Shang-Chi. Saputo che nel frattempo Matt ha iniziato una relazione con un'altra donna, Natasha decide di uscire definitivamente dalla sua vita sebbene, nonostante ciò, i due rimangono ottimi amici e fidati alleati, manifestando inoltre una forte tendenza a riaccendere la loro vecchia fiamma.
Successivamente si mette a capo del poco longevo supergruppo dei Campioni di Los Angeles.
La Vedova Nera incrocia nuovamente la sua strada con Devil quando questi tenta di uccidere una neonata poiché convinto che sia l'anticristo e Karen Page muore proteggendolo. Natasha, consolandolo per la sua perdita, lo ammonisce di non lasciare che la rabbia lo consumi.
Tempo dopo, Yelena Belova, ex-spia GRU addestrata dalla Stanza Rossa come nuova Vedova Nera l'affronta per dimostrarsi migliore della sua predecessora ma Natasha, oltre a riuscire ripetutamente a sconfiggerla la sottopone a una serie di torture fisiche e psicologiche volte a insegnarle cosa voglia dire veramente essere la "Vedova Nera"; sebbene Devil abbia disapprovato fortemente il comportamento dell'amica, Fury ha poi rivelato che, così facendo, essa ha tentato di salvarle la giovane vita dell'aspirante succeditrice.
Durante un periodo di riposo in Arizona, Natasha viene attaccata da alcuni sicari della corporazione chiamata Gynacon, intenzionata ad uccidere ogni cadetto del Programma Vedova Nera poiché, come nuovi fornitori di tecnologie per la Stanza Rossa, vogliono ritirare i precedenti "prodotti" dal mercato. Per mettere fine a tutto ciò, Natasha uccide Ian McMasters, l'amministratore delegato della Gynacon.
In qualità di agente S.H.I.E.L.D. di livello 10, la Vedova Nera viene impiegata da Nick Fury nella sua guerra segreta contro Latveria.

### Civil War e l'Iniziativa
Durante la guerra civile dei superumani, Natasha si schiera in favore dell'atto di registrazione e appoggia la fazione di Iron Man guidando una speciale task force caccia-maschere. Dopo la guerra entra a far parte dei Potenti Vendicatori, il supergruppo formato da Stark per dare la caccia ai supereroi oppostisi alla registrazione.
Cominciando a nutrire verso di lei una fiducia più forte rispetto al passato, Stark affida a Natasha lo scudo di Capitan America in seguito alla morte di quest'ultimo affinché lo custodisca. L'oggetto viene tuttavia trafugato dal suo ex-amante Bucky, storico partner di Capitan America, che successivamente essa convince ad assumere il ruolo del suo mentore accompagnando poi lui e Falcon in una missione volta a soccorrere l'Agente 13 dal Teschio Rosso. Terminato tale incarico, Natasha riallaccia la precedente relazione con Bucky.
Dopo aver contribuito alla cattura di Ercole da parte dello S.H.I.E.L.D. e successivamente deciso di liberarlo per via del rispetto nutrito nei suoi confronti, Natasha combatte l'invasione segreta degli Skrull al fianco dei Vendicatori rimanendo poi nel gruppo come partner del nuovo Capitan America e collaborando di nascosto con Maria Hill, entrata in latitanza dopo la fondazione dell'H.A.M.M.E.R. di Norman Osborn.

### Dark Reign
Durante il regno oscuro di Osborn, passandosi per Yelena Belova si introduce in un magazzino dell'H.A.M.M.E.R. facendosi intenzionalmente scoprire da Norman che le offre la posizione di leader dei nuovi Thunderbolts assegnandole una missione di sabotaggio ai danni dell'Air Force One mentre lui, il Presidente e Doc Samson si trovano a bordo; stratagemma dell'uomo per aumentare la propria popolarità risolvendo la situazione. In seguito, Natasha rivela al gruppo la sua vera identità e di essere sempre stata una talpa infiltratasi nei loro ranghi; dandosi poi alla fuga assieme a Songbird per consegnarla a colui da cui prende ordini: Nick Fury.
Al ritorno di Steve Rogers dal limbo spazio temporale in cui era intrappolato dopo la sua morte apparente, Natasha persuade Bucky a non abbandonare le vesti di Capitan America, in quanto l'originale non è interessato a riassumerle.

### Età degli eroi
In seguito all'assedio di Asgard la Vedova Nera viene reclutata in una nuova squadra di Vendicatori istituita per le operazioni nere: i Vendicatori Segreti, ricoprendo un ruolo chiave nell'aiutare l'Uomo-Ragno e Silver Sable a ostacolare i piani di conquista dei Sinistri Sei dopo che questi riescono a sconfiggere tutti gli altri Vendicatori. Nel corso della guerra tra Vendicatori e X-Men, Natasha parteggia per i primi e, terminato il conflitto, si riunisce alla squadra principale di Vendicatori.
Nel corso dell'incursione finale tra Terra 616 e Terra 1610 la Vedova Nera e Jessica Drew tentano di mettere in salvo il maggior numero di persone possibile a bordo di una scialuppa di salvataggio ma vengono intercettate ed abbattute dai Figli del Domani.

### Nuovissimo Universo Marvel
Con la rinascita del multiverso, la Vedova Nera torna a dedicarsi allo spionaggio trovandosi coinvolta nelle trame del misterioso individuo noto come "Leone Piangente", entrato a conoscenza di alcuni dei suoi segreti più oscuri.

## Poteri e abilità
Considerata una delle donne più pericolose del Pianeta, la Vedova Nera è esperta di combattimento corpo a corpo.
Addestrata come una vera e propria arma vivente, Natasha padroneggia sin da bambina arti marziali quali il karate, il judo, il ninjutsu, l'aikidō, il savate, vari tipi di kung fu e la boxe; è un'esperta sia nell'uso delle armi da fuoco che delle armi bianche; capace, all'occorrenza, di servirsi anche di oggetti comuni a fini offensivi. Superba leader e stratega esperta in tattica militare, esplosivi e manovre di volo; la Vedova Nera è dotata di un elevato quoziente intellettivo che, al pari di Capitan America, la rende capace di analizzare in pochi istanti flussi di molteplici informazioni valutando le minacce e reagendo rapidamente di conseguenza. Tra le migliori spie dell'Universo Marvel, impiegata prima dal KGB e poi dallo S.H.I.E.L.D., la Vedova Nera è principalmente rinomata per missioni di infiltrazione e sabotaggio, tuttavia dimostra di possedere una notevole affinità per la manipolazione e la tortura psicologica, è capace di compiere lavaggi del cervello e reprimere completamente le proprie emozioni; di contro, qualora si tenti di manipolare la sua mente, questa si rivela tanto resistente e organizzata da sopportare l'assalto facendosi scudo con identità fittizie precostruite o tornando in sé poco tempo dopo.
Atleta, ginnasta, acrobata, contorsionista e trapezista di livello olimpico, le capacità fisiche di Natasha (forza, agilità, velocità, resistenza, ecc.) sono state biogeneticamente incrementate dal Trattamento Kudrin fino a raggiungere livelli superumani; in particolare le sue capacità coordinative, il suo equilibrio e i suoi riflessi hanno raggiunto livelli tanto inverosimili da permetterle di muoversi con una destrezza senza eguali sviluppando uno stile di combattimento caratteristico costituito da movimenti acrobatici pressoché inafferrabili alla vista.
Sempre grazie al trattamento biogenetico cui è stata sottoposta nella Stanza Rossa, Natasha invecchia molto lentamente ed è quasi completamente immune alle malattie; tuttavia, come effetto collaterale, è diventata sterile.
Il suo equipaggiamento è costituito dalla distintiva tuta nera aderente anti proiettile, resistente anche a temperature fino a 1,700 °F (930 °C) e dotata di cuscinetti micro-aspiranti su mani e piedi per aderire o scalare pareti verticali; mentre la sua cintura di dischi metallici contiene un imprecisato quantitativo di gadgets e esplosivi plastici. L'arma caratteristica della donna sono tuttavia i suoi bracciali metallici capaci di emettere una scarica di 30.000 V in grado di paralizzare un uomo detta "morso di vedova" ("Widow's Bite"), una coppia di rampini estensibili ("Widow's Line") e un gas soporifero chiamato "bacio di vedova" ("Widow's Kiss").

## Altre versioni

### 1602
In 1602, Natasha è una spia freelance considerata la "donna più pericolosa di tutta l'Europa" e, inizialmente, la compagna di avventure di Matthew Murdock; che in seguito tradisce per unirsi a Otto von Doom di cui diviene l'amante e che salva da morte certa quando questi rimane ustionato da un tuono di Thor. Successivamente l'uomo la pone al comando della sua nave volante ma, quando questa inizia ad avere dei dubbi riguardo ai suoi piani, egli la uccide.

### Age of Ultron
Nella realtà alternativa di Age of Ultron, la Vedova Nera, rimasta sfigurata al lato destro del viso quando Ultron ha conquistato la Terra, viene mostrata mentre si incontra con Moon Knight in una vecchia base di Fury.

### House of M
Nella miniserie House of M, Natasha è un membro dei Super-Soldati Sovietici, sebbene successivamente passi prima ai Draghi Rossi di Shang-Chi e poi allo S.H.I.E.L.D..

### Mangaverse
Nel Marvel Mangaverse, la Vedova Nera e l'Esecutore vengono assoldati da Mordo per catturare Bruce Banner, missione che eseguono seppur ostacolati da Tigra. Successivamente però, Banner si trasforma in Hulk e distrugge il sottomarino in cui viene trasportato provocando, presumibilmente, la morte dei suoi carcerieri.

### Marvel Zombi
Nella realtà di Marvel Zombi, Natasha viene zombificata da Sentry e, in seguito, assale Silver Surfer. Il suo destino finale, come per gran parte degli altri super Zombi, è sconosciuto ma potrebbe essere stata arrostita e mangiata insieme agli altri zombi dai loro compagni quando hanno ottenuto i poteri cosmici

### Terra X
Nella miniserie Terra X, Natasha Romanova, dopo la morte dei Vendicatori e la distruzione dell'Uomo Assorbente, si occupa di recuperarne un pezzo di modo da tenerlo al sicuro da un gruppo di fanatici intenzionati a ricomporlo. Successivamente è vista nel reame dei morti tra le schiere di coloro guidati da Mar-Vell.

### Ultimate
Nell'universo Ultimate, Natasha Romanova è un'ex-assassina del KGB dotata di potenziamenti biogenetici o cibernetici e detta "Vedova Nera" per aver assassinato tutti i suoi mariti, tra cui Alexi Shostakov. Inizialmente membro di una squadra black ops, dopo essere entrata negli Ultimates le viene "scritto" un background fittizio che possa essere pubblicamente accettabile. Tempo dopo Tony Stark le fa una proposta di matrimonio ed essa accetta ricevendo in dono un'armatura nera simile a quella dell'uomo. Successivamente si rivela una traditrice in combutta coi Liberatori; uccide Jarvis e la famiglia di Occhio di Falco, rivela pubblicamente l'identità di Hulk, incrimina Capitan America per alto tradimento e rapisce Stark al fine di estorcergli la sua fortuna e servirsene per far risorgere la Russia; il miliardario tuttavia attiva i naniti che le ha inserito di nascosto nel sangue mettendola fuori combattimento. Riuscita a fuggire e a drenare i naniti tagliandosi i polsi, Natasha si rifugia in una clinica per ristabilirsi ma viene raggiunta da Occhio di Falco che, per vendicare i suoi cari, la uccide crocifiggendola al muro con delle frecce.

## Altri media

### Animazione
- La Vedova Nera compare nel film d'animazione Ultimate Avengers e nel suo sequel Ultimate Avengers 2, entrambi prodotti dai Marvel Studios e distribuiti direttamente in home video da Lions Gate Entertainment nel 2006. Lo studio aveva in programma già nel 2004 un film animato sul personaggio scritto e diretto da David Hayter.[82], sebbene in seguito il progetto sia stato abbandonato[83]
- Il personaggio compare nell'anime Iron Man: Rise of Technovore[84]
- La Vedova Nera è una dei due protagonisti, assieme al Punitore, del film animato direct-to-video Avengers Confidential: La Vedova Nera & Punisher.[85]

### Marvel Cinematic Universe
Nel media franchise del Marvel Cinematic Universe, Natasha Romanoff / Vedova Nera è stata interpretata da Scarlett Johansson. In questa versione, a differenza dei fumetti, il personaggio è al posto di Wasp come membro fondatore degli Avengers insieme a Clint Barton, Tony Stark, Steve Rogers e Bruce Banner, con cui instaura anche una breve relazione. Sempre in tale versione essa è una letale ex-agente del KGB passata allo S.H.I.E.L.D. e determinata a redimersi dai suoi crimini passati; inoltre, pur essendo in grado di affrontare e sconfiggere superumani, differentemente dalla sua controparte cartacea non ha subito biopotenziamenti e la sua longevità non è stata prolungata. È una dei protagonisti della Saga dell'infinito.

### Televisione
- La prima apparizione animata della Vedova Nera avviene nel 1966 in un episodio della serie a cartoni animati The Marvel Super Heroes.
- Nel 1975 avrebbe dovuto essere prodotta una serie TV dedicata a Devil e alla Vedova Nera, rispettivamente interpretati da Ben Carruthers e Angela Bowie[89]; il progetto non ha tuttavia mai visto la luce.
- La Vedova Nera appare nella serie animata Super Hero Squad Show.
- Nella serie animata Avengers - I più potenti eroi della Terra, la Vedova Nera è uno dei personaggi secondari e, oltre alla sua relazione poi troncata con Occhio di Falco, si fa notare per i suoi incarichi da agente S.H.I.E.L.D. e Hydra.
- Il personaggio compare in Iron Man: Armored Adventures.
- La Vedova Nera è una dei protagonisti di Avengers Assemble, serie animata che prende spunto più dai film del Marvel Cinematic Universe che dai fumetti.
- Nella miniserie a cartoni animati LEGO Marvel Super Heroes: Sovralimentazione massima, la Vedova Nera è una dei personaggi principali.
- La Vedova Nera appare come guest star in differenti occasioni nella serie animata Ultimate Spider-Man.
- La Vedova Nera compare nell'anime Disk Wars: Avengers.
- Il personaggio compare nello special televisivo LEGO Marvel Super Heroes: Il ritorno degli Avengers.
- Il personaggio compare anche nella serie animata Spider-Man.

### Videogiochi
- La Vedova Nera compare in The Punisher.
- La Vedova Nera compare in Spider-Man: Il regno delle ombre.
- La Vedova Nera compare in Marvel: La Grande Alleanza.
- La Vedova Nera compare come personaggio giocabile in Marvel: La Grande Alleanza 2.
- La Vedova Nera compare in Iron Man 2[90].
- La Vedova Nera compare come personaggio giocabile in Marvel Avengers: Battle for Earth.
- La Vedova Nera compare come personaggio giocabile in  Marvel Heroes[91].
- La Vedova Nera compare come personaggio giocabile in LEGO Marvel Super Heroes[92]
- La Vedova Nera compare come personaggio giocabile in LEGO Marvel's Avengers.
- La Vedova Nera compare come personaggio giocabile in Marvel: Sfida dei campioni.
- La Vedova Nera compare in Marvel vs. Capcom: Infinite.
- La Vedova Nera compare come personaggio giocabile in Marvel's Avengers.
- La Vedova Nera compare come personaggio giocabile in Marvel Rivals.

### Libri
- Natasha Romanoff è un personaggio del romanzo Domino Strays.

## Nome
Il clima della guerra fredda tra Stati Uniti e Unione Sovietica che vide l'esordio del personaggio costituiva una forte limitazione alla conoscenza che i due paesi potessero conseguire riguardo alle rispettive culture, ragion per cui, nel corso della sua vita editoriale, il nome attribuitole è stato frequentemente oggetto di errori: introdotta fin dal 1964 come "Natasha" (in russo Наташа?), nella sua prima apparizione lei e Boris Turgenov rappresentavano un evidente inside joke a Boris Badenov e Natasha Fatale, gli antagonisti di The Rocky and Bullwinkle Show. All'epoca tuttavia le informazioni inerenti all'onomastica slava erano tanto scarse nei paesi non sovietici da rendere pressoché impossibile agli autori sapere che non fosse un nome completo bensì un vezzeggiativo di Natal'ja (in russo Наталья?) e quando, svariati decenni dopo, gli sceneggiatori iniziarono a chiamarla occasionalmente anche in tal modo, generarono la confusione dei lettori.
Sempre per le medesime ragioni, anche dopo che divenne un personaggio ricorrente nell'Universo Marvel, il suo cognome fu stabilito solo nel 1972, a otto anni dal suo esordio e, pertanto, da inizio anni settanta iniziò ad essere accreditata ufficialmente come Natasha Romanoff (in russo Наташа Романов?) che, pur divenendo l'identificativo maggiormente noto al pubblico, risulta poco credibile su un piano culturale poiché, in Russia, vige la differenziazione tra cognomi maschili e femminili; l'errore venne dunque rettificato nel 1983 spiegando che il suo vero cognome è Romanova (in russo Романова?), mentre "Romanoff" è il modo in cui la chiamano i suoi conoscenti non russofoni.
Infine il patronimico Al'janovna (in russo Альяновна?), stabilito nel 1974 in una storia scritta da Chris Claremont, indicherebbe che suo padre si chiami "Al'ian" (in russo Альян?), nome di origini baschiri in forte contraddizione con le voci che la vorrebbero lontana parente dei Romanov. In un'unica occasione inoltre, la Vedova Nera si è presentata come Natal'ja Ivanovna Romanova (in russo Наталья Ивановна Романов?) implicando un patronimico assai più comune e di indubbie origini russe che, tuttavia, è da considerarsi un errore di trascrizione in quanto il nome completo ufficiale del personaggio è sempre stato, al di fuori di tale circostanza, "Natal'ja Al'janovna Romanova".